# Kälberverlosung

Los für die „Kälberverlosung“ der Bremer Jugendhilfeeinrichtung Stiftung Alten Eichen von 1596 (hier vom Jahr 2009)

Als Kälberverlosung (oder auch als Ochsenverlosung) wurde eine Tombola bezeichnet, die meistens zu sozialen oder karitativen Zwecken veranstaltet wurde und bei der bei Kauf eines Loses große Fleischportionen zu gewinnen waren. Bei den im Losverfahren ermittelten Sachgewinnen handelte es sich um qualitativ als hochwertig geltendes Fleisch von Kälbern bzw. Ochsen, wodurch das Losspiel seinen jeweiligen Namen erhielt. Solche Verlosungen sind seit Mitte des 18. Jahrhunderts beispielsweise in Bremen nachweisbar, wo sich diese Tradition in einem Einzelfall bis heute gehalten hat.

## Geschichte
Wie in anderen Städten im deutschen Sprachraum auch, wurden die Waisenhäuser in Bremen jahrhundertelang traditionell von den Bürgern der Stadt unterstützt und ihre Finanzierung erfolgte überwiegend durch Spenden und Lotterien. Am bekanntesten war dabei die so genannte „Kälberverlosung“, die seit 1738 für drei Waisenhäuser in Bremen, das Rote und das Blaue Waisenhaus sowie das St. Petri Waisenhaus, durchgeführt wurde und bei der Fleisch von selbst gezüchteten Tieren zu gewinnen war.
Die gemeinnützige Bremer Jugendhilfeeinrichtung Stiftung Alten Eichen von 1596 veranstaltet heute noch alljährlich in der Vorweihnachtszeit eine solche Tombola, zu deren Gewinnen inzwischen außer Rindfleisch auch Geflügelfleisch und Kaffee gehören. Die Einnahmen aus dem Losverkauf werden von der Stiftung zum Kauf von Weihnachtsgeschenken für die von ihr betreuten Kinder, Jugendlichen und Familien eingesetzt. Im Jahr 2011 erfolgte die „381. Ausgabe der traditionellen Kälberverlosung“ der Stiftung Alten Eichen in Bremen.
Außerdem fanden Kälber- bzw. Ochsenverlosungen früher auch im Rahmen von Volksfesten statt, meist in ländlichen Regionen. Sie dienten dann als einer der Anziehungspunkte für die Besucher und waren eher kommerziell orientiert, indem aus den Losverkäufen die Kosten für die im normalen Handel erworbenen Sachgewinne bestritten und der Mehrerlös vom Veranstalter vereinnahmt wurde.